# Îlet Barbade
Îlet Barbade är en ö i Franska Guyana (Frankrike). Den ligger i den östra delen av landet, 130 km söder om huvudstaden Cayenne.